# دويغي رامزي
دويغي رامزي (بالإنجليزية: Dougie Ramsay)‏ هو لاعب كرة قدم بريطاني في مركز الوسط، ولد في 26 أبريل 1979 في Irvine, North Ayrshire ‏ في المملكة المتحدة. لعب مع نادي سترنرير ‏.

## وصلات خارجية
- دويغي رامزي على موقع Soccerbase.com (لاعب) (الإنجليزية)